# Famille d'Eichthal
La famille d'Eichthal ou Seligmann von Eichthal est une dynastie de banquiers d'origine juive, anoblie par le roi Maximilien de Bavière en 1814, dont une branche s'est installée en France au début du XIXe siècle.

## Filiation et personnalités
- Elias Seligmann (-1777), agent de la Cour de l'électeur palatin à Leimen ;
  - Aron Elias Seligmann (1747-1824), banquier de la Cour royale de Bavière. Fait Freiherr von Eichthal (baron) par le Roi de Bavière le 22 septembre 1814, il se convertit au catholicisme en 1819 et prit, entre autres, le nom de Leonhard von Eichthal ;
    - Caroline von Eichthal (1767-1836), épouse d'Ignaz Mayer
    - Friederike Marie von Eichthal (1771-), épouse de Johann Heinrich Philipp, banquier à Hanovre
    - Arnold von Eichthal (1772-1838)
    - Fanny Franziska von Eichthal (1774-1864), épouse de Heinrich Sigismund von Kerstorf, banquier à Munich
    - David von Eichthal (de) (1775-1850), banquier et industriel à Karlsruhe ;
      - Carolina von Eichthal (1802-), épouse de Karl Joseph Berckmüller (de)

    - Louis d'Eichthal (1780-1840), banquier à Paris, fondateur de la banque Louis d'Eichthal et fils ;
      - Gustave d'Eichthal (1804-1886), écrivain, helléniste et ethnologue français, gendre d'Édouard Rodrigues-Henriques ;
        - Jeanne d'Eichthal (1843-1918), mère de Jean Le Bret
        - Eugène d'Eichthal (1844-1936), fils de Gustave, économiste français, directeur de l'École libre des sciences politiques et membre de l'Académie des sciences morales et politiques ;
          - Juliette d'Eichthal (1880-1945), épouse de Marcel Guérin
          - Adèle d'Eichthal (1888-1955), épouse de Paul Alfassa

        - Georges d'Eichthal (1845-1889), ingénieur

      - Adolphe d'Eichthal (1805-1895), homme d'affaires et homme politique français, régent de la Banque de France ;
        - Louisa Rose d'Eichthal (1835-1905), élève de Frédéric Chopin, qui lui dédia sa valse opus 34 no 3 en fa majeur
        - Louis d'Eichthal (1837-1912), capitaine, officier d'ordonnance du général Bourbaki, conseiller général du Loiret, marié à Mary Freeman (1844-1901), organisatrice des premières colonies de vacances en France en 1882 avec Élise de Pressensé
          - William d'Eichthal (1867-1934), banquier français, chef de la Banque Mirabaud et régent de la Banque de France ;
            - Robert d'Eichthal (1898-1984), banquier, associé gérant de la Banque Mirabaud
            - Inès d'Eichthal (1904-1990), épouse de Daniel Coste

          - Marguerite d'Eichthal (1868-1948), épouse de Louis Lenormand du 06 juin 1896 au 15 juillet 1898, puis d'Edmond Censier du 28 décembre 1913 au 31 décembre 1944.
          - Aline d'Eichthal (1874-1960), infirmière militaire en 1914-1918

        - Adolphe d'Eichthal (1840-1909)
          - André d'Eichthal (1873-), vice-président de la Caisse d'épargne de Paris et du Secours d'urgence, administrateur de l'Office public des habitations à bon marché de la Seine, maire de Montgé ;
          - Jacqueline d'Eichthal (1898-), épouse de Serge Lederlin (fils de Paul Lederlin)

      - Anne d'Eichthal (1817-1863), épouse de Michel Charles Chégaray

    - Bernhard von Eichthal (1784-1830), conseiller financier de la Cour de Bavière
    - Simon von Eichthal (de) (1787-1854), banquier de la Cour royale de Bavière, fondateur et premier président de la Bayerische Hypotheken- und Wechsel-Bank
      - Rudolf von Eichthal (1810-1854)
      - Karl von Eichthal (1813-1880), banquier de la Cour royale de Bavière, membre du Zollparlament, cofondateur de la Bayerische Vereinsbank
        - Karl von Eichthal (1845-1909), diplomate, chambellan du roi de Bavière, premier lieutenant et propriétaire d'Offenberg, marié à Luise, Gräfin von Otting und Fünfstetten
          - Athénaïs von Eichthal (1878-1945), épouse du baron Oscar von Münster
          - Isabella von Eichthal (1890-1968), épouse de Franz von Brentano di Tremezzo (fils d'Otto von Brentano di Tremezzo)

        - Sophie von Eichthal (1851-1920), épouse du baron Alfons von Rummel
        - Charlotte von Eichthal (1854-1938), épouse du baron Friedrich von Podewils
        - Irene von Eichthal (1858-1890), épouse d'Albert von Keller

      - Sophie von Eichthal (1815-1898), épouse de Kaspar, Graf von Berchem
      - Ludwig von Eichthal (1819-1886)
      - Julius von Eichthal (1822-1860), marié à la fille du comte Joseph Ludwig von Armansperg, puis à la baronne von Seckendorff
        - Elisabeth von Eichthal (1858-1944), épouse de Ferdinand, Freiherr von Moreau

      - Bernhard von Eichthal (1823-1893)
        - Julie von Eichthal (1856-1937), épouse du baron Bernhard von Godin
        - Ludwig von Eichthal (1858-1915)
        - Amalie von Eichthal (1859-1905), épouse de Ludwig Bossi-Fedrigotti, Graf Bossi-Fedrigotti von Ochsenfeld
        - Augusta von Eichthal (1860-1834), épouse de Reinhold von Freytag-Loringhoven
        - Alfons von Eichthal (1865-1929)
        - Josephine von Eichthal (1871-1910), épouse d'Anton, Freiherr von Gumppenberg
        - Konstantin von Eichthal (1873-1932)
        - Helene von Eichthal (1877-1956), épouse du baron Josef von Imhof, puis d'Otto Weiss
        - Ginevra von Eichthal (1879-1904), épouse de Leo Samberger (de)

    - Charlotte von Eichthal (1787-1836), épouse d'Eduard von Weling
    - Julie Sophia von Eichthal (1790-1861), épouse de Leopold von Lämel, banquier, fondateur de la caisse d'épargne de Prague, et belle-mère de Léopold Javal
    - Caroline Seligmann (1748-1823), épouse d'Albert Hönig von Henikstein et mère de Joseph von Henikstein (en)
    - Hélène Seligmann (1752-1793), épouse de Hertz Salomon Oppenheim et mère de Salomon Oppenheim
    - Mayer Seligmann, banquier
      - Eduard Seligman Edler von Weling, marié à Charlotte von Eichthal
        - Franziska von Weling (1816-1907), épouse du comte Karl Joseph August von Leyden
        - Friedrich von Weling (-1849)
          - Karl Andreas von Weling (1847-1915), adopté par le second époux de sa mère, le général-comte Maximilian von Leublfing, qui lui donna son nom
            - Karoline von Leublfing (1887-), épouse de Franz, Freiherr von Perfall (de)
            - Sophie von Leublfing (1888-), épouse de Walther, Freiherr von Zandt

      - Henriette Maria Carolina Seligmann (1772-1837), épouse du baron Arnold von Eichthal

Non rattaché : Rudolf von Eichthal (1877-1974), musicien, écrivain et officier, colonel à l'état-major général austro-hongrois durant la Première Guerre mondiale, commandant militaire de Vienne.

## Galerie

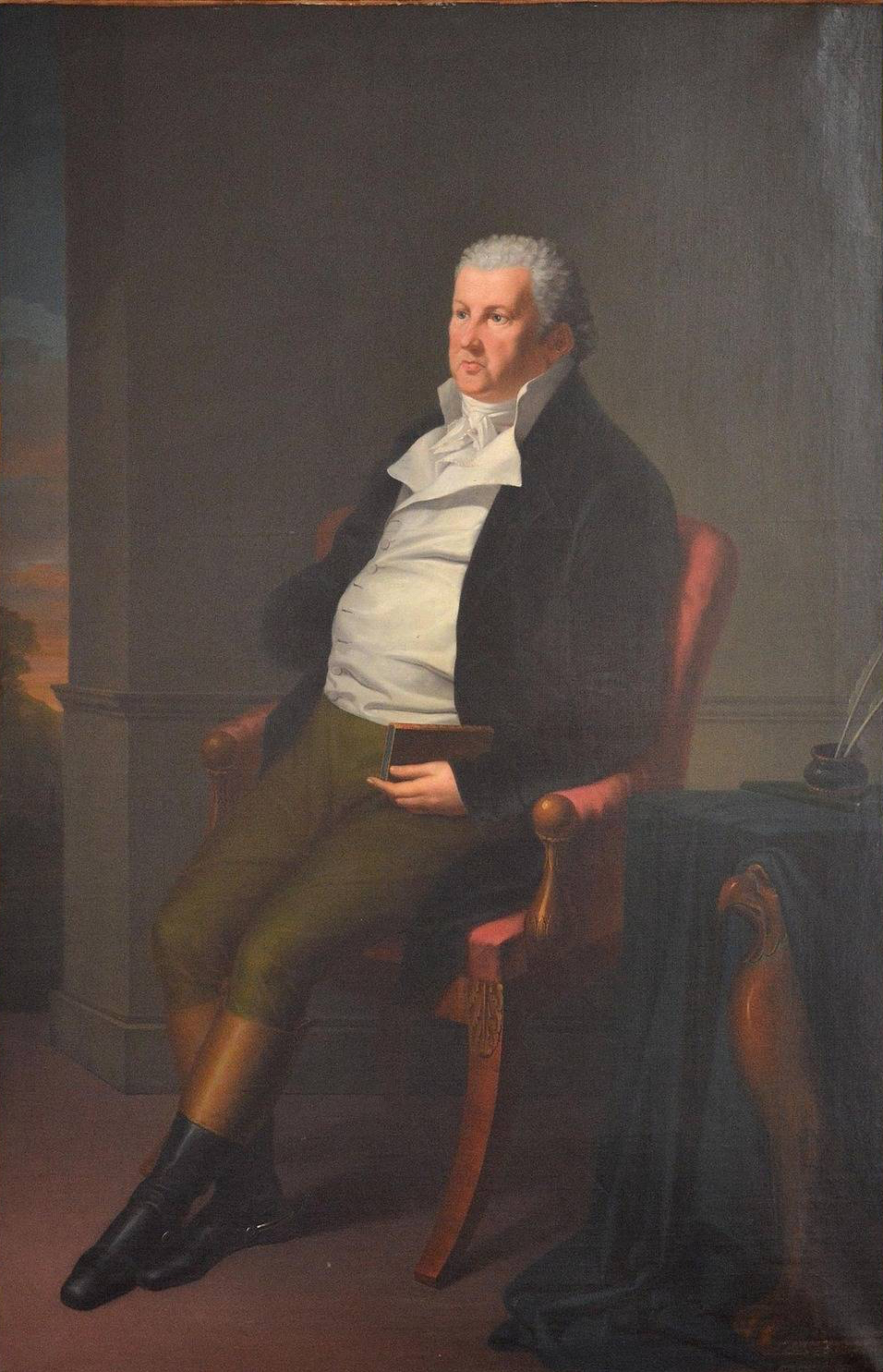
Portrait d'Aron Elias Seligmann (1747-1824), 1er baron von Eichthal, par Johann Peter von Langer.
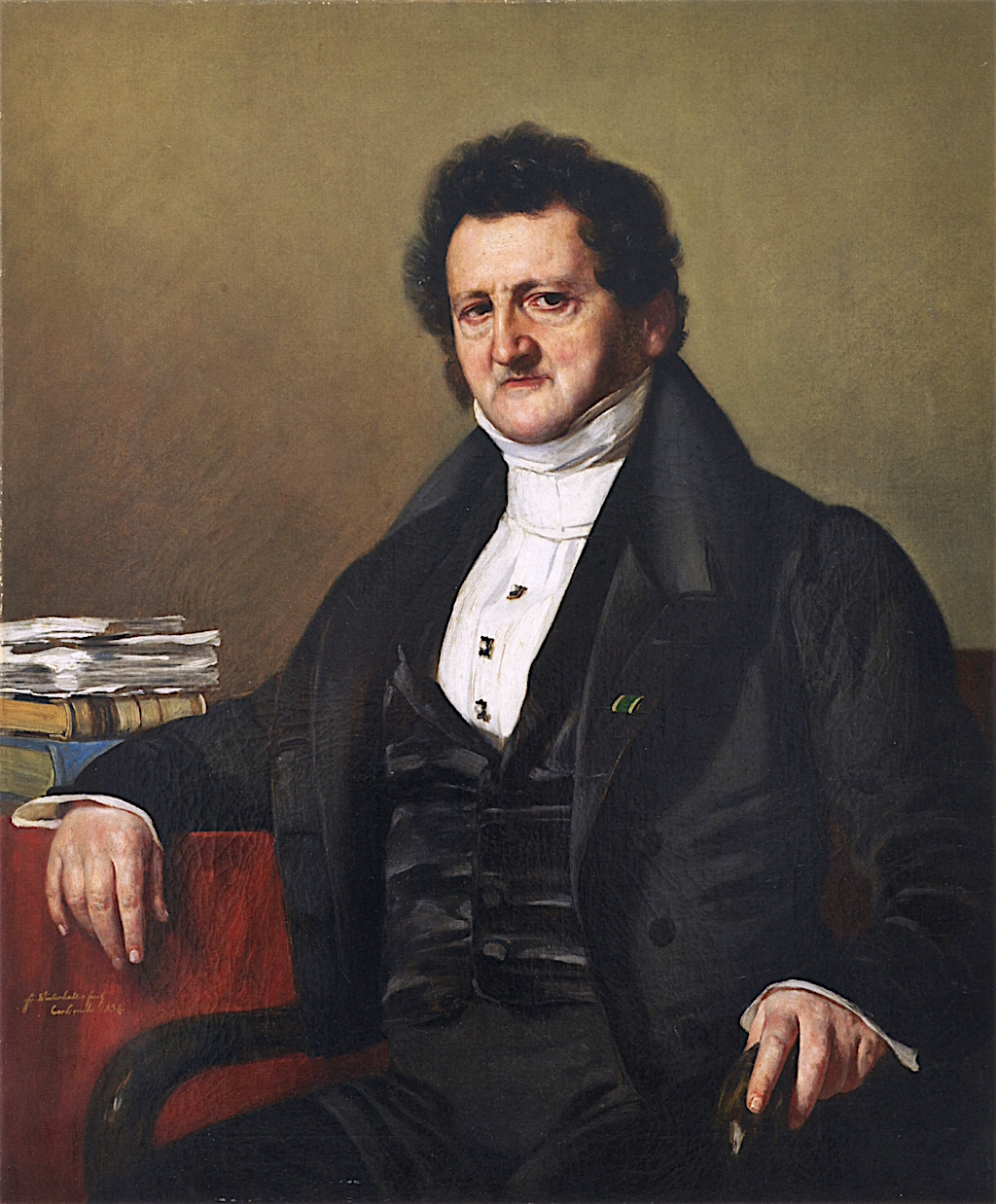
Portrait du baron David von Eichthal (1775-1850).
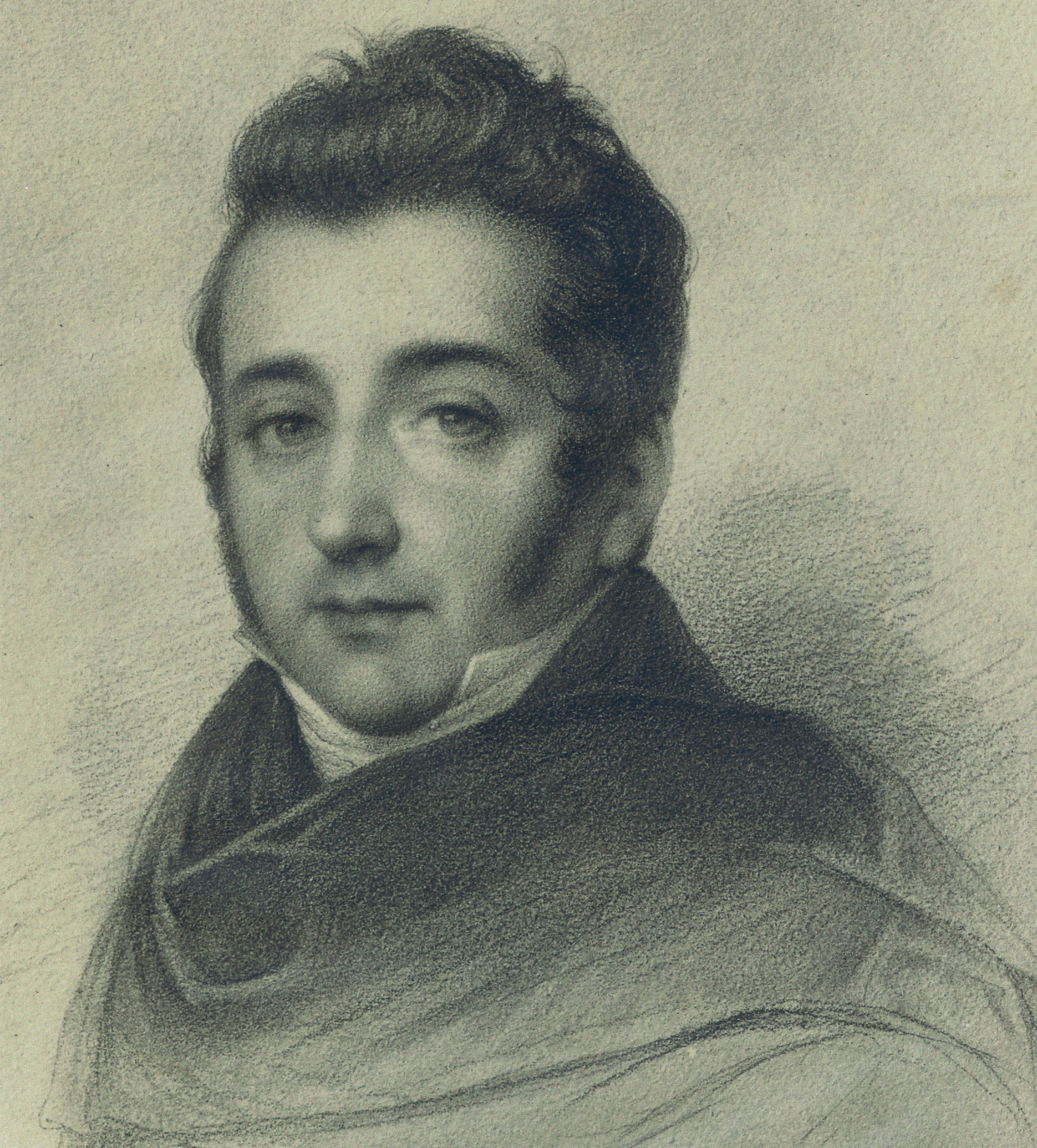
Portrait du baron Louis d'Eichthal (1780-1840).
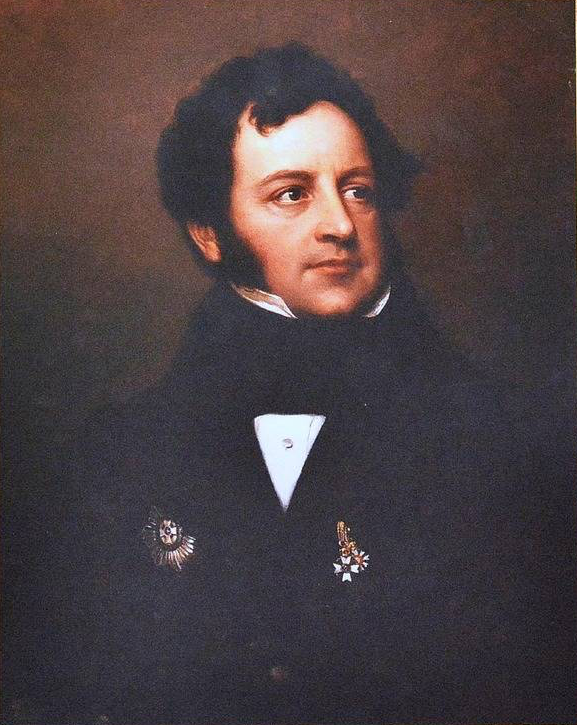
Portrait du baron Simon von Eichthal (1787-1854).
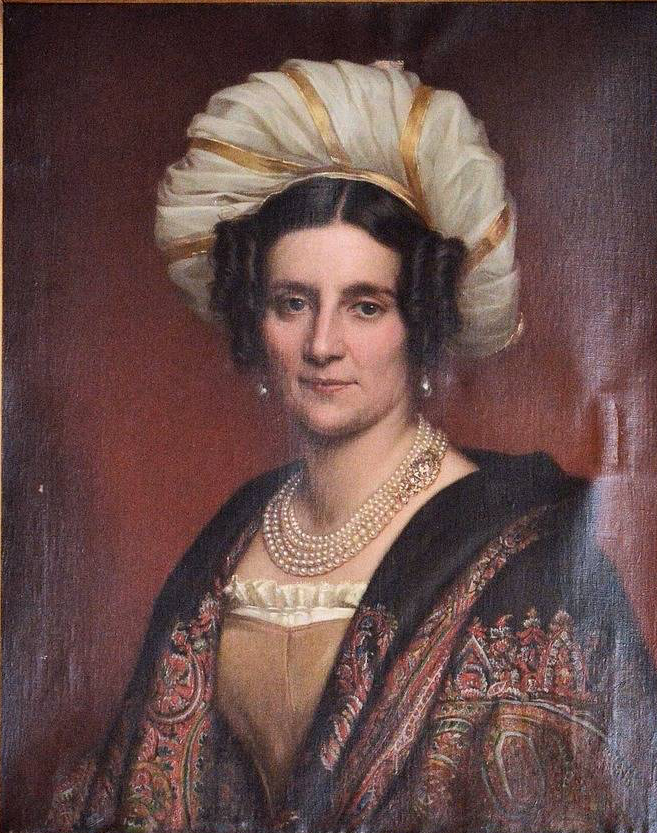
Portrait de la baronne Julie von Eichthal (1788-1855).
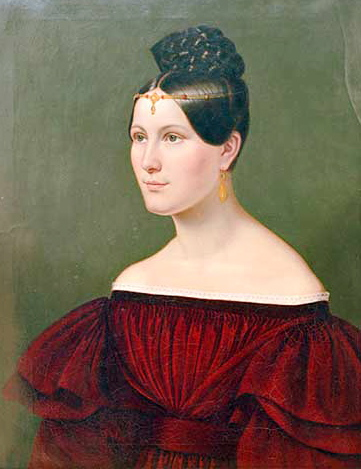
Portrait de la baronne Auguste von Eichthal, par Emilie Linder.
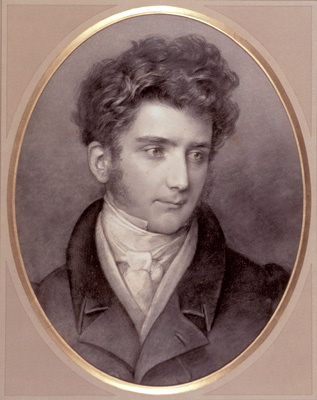
Portrait de Gustave d'Eichthal (1804-1886).
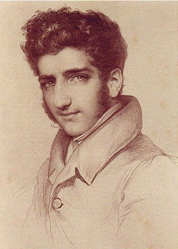
Portrait d'Adolphe d'Eichthal (1805-1895)
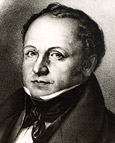
Portrait de Carl von Eichthal (1813-1880).
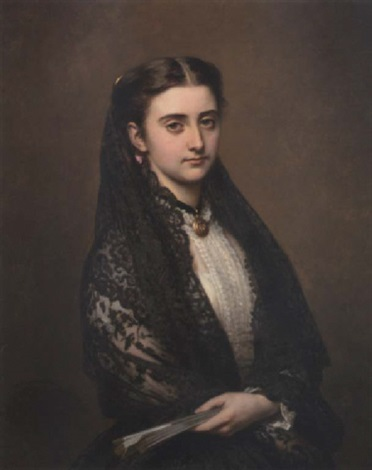
Portrait de Mlle d'Eichthal.
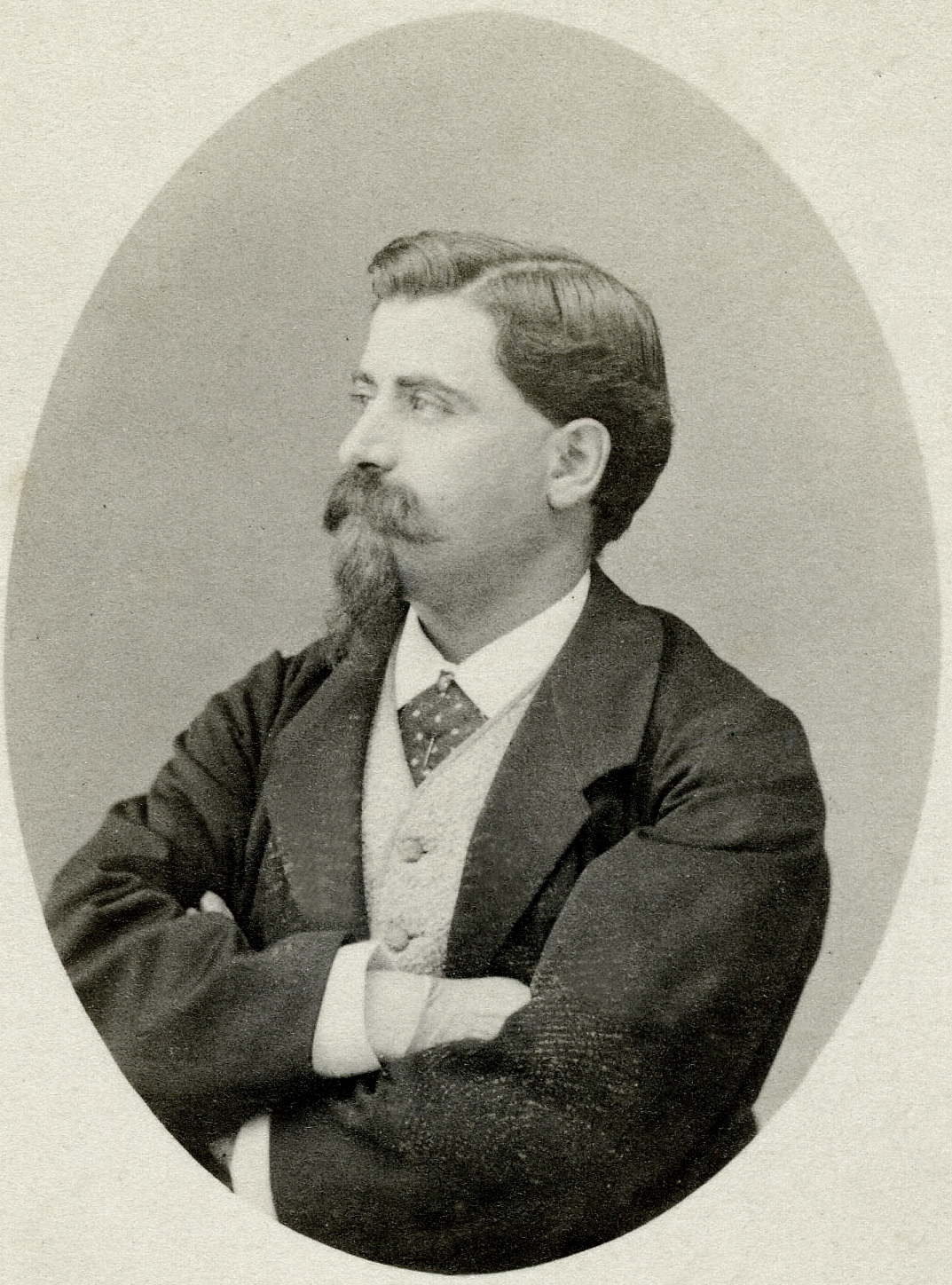
Portrait de Louis d'Eichthal (1837-1912).
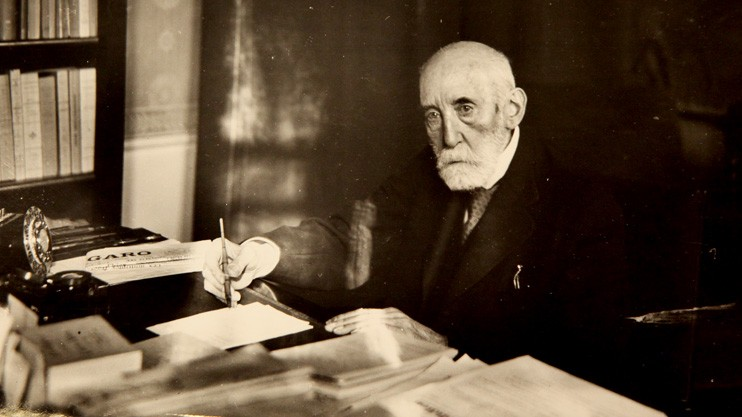
Portrait d'Eugène d'Eichthal (1844-1936).